# Frank Ryan (réalisateur)
Pour les articles homonymes, voir Frank Ryan et Ryan.
Frank Ryan, né le 18 octobre 1907 à Urbana (Ohio), et mort accidentellement le 1er janvier 1948 près d'Otterville dans le Missouri, est un scénariste et réalisateur américain.

## Biographie
La brève carrière au cinéma de Frank Ryan s'achève dans un dramatique accident de train, survenu le 1er janvier 1948 lors d'une tempête de neige, près d'Otterville dans le Missouri. Frank Ryan et sa famille rentraient à Los Angeles à bord d'un train de la compagnie Missouri Pacific, après avoir passé quelques jours pour Noël en famille à Richmond, dans l'Indiana, lorsqu'un second train percuta le wagon arrière dans lequel lui et sa famille se trouvaient, tuant les quatorze passagers de ce wagon.

## Filmographie partielle

### Comme réalisateur ou co-réalisateur
- 1942 : À nous la marine (Call Out the Marines) (coréalisé avec William Hamilton)
- 1943 : Liens éternels (Hers to Hold)
- 1944 : Caravane d'amour (Can't Help Singing)
- 1945 : Patrick the Great
- 1946 : Ainsi va mon cœur (So Goes My Love)

### Comme scénariste ou co-scénariste
- 1941 : Son patron et son matelot (A Girl, a Guy, and a Gob), de Richard Wallace
- 1942 : À nous la marine
- 1942 : Obliging Young Lady, de Richard Wallace
- 1942 : The Mayor of 44th Street, de Alfred E. Green
- 1943 : The Amazing Mrs. Holliday, de Bruce Manning
- 1944 : Caravane d'amour (Can't Help Singing)